# Pierre Guimard
Pierre Guimard (Toulouse, 1978) is een Franse zanger en componist. Hoewel hij in Toulouse is geboren, bracht hij zijn jeugd door in Normandië en in de regio van Parijs.
Guimard begon zijn muziekcarrière eind jaren 90, toen hij als gitarist bij de rockgroep Noisy Fate speelde. In 2003 verlaat hij de groep om zijn solocarrière uit te bouwen, daarnaast speelt hij ook vaak als gitarist in verschillende groepen, waaronder als bassist van Jean-Louis Aubert in 2003. Zo kan men Guimard zien in de Auberts dvd "Comme on a fait". Vervolgens kiest hij definitief om zich op zijn solocarrière toe te spitsen, zo speelde hij in de voorprogramma's van Raphael en Tryo in 2006.
Op 28 augustus 2006 verscheen zijn eerste soloalbum: De l'autre côté. Dit album heeft hij helemaal zelf gecomponeerd, maar een merendeel van liedjes zijn geschreven door Jérôme Attal. Voor dit album werkte hij ook samen met Ben Kweller, bij wie hij ook enkele voorprogramma's verzorgde. In 2009, meer bepaald op 22 juni 2009 verscheen zijn tweede soloalbum: Les beaux souvenirs ne meurent jamais. Dit album werd opgenomen in de Verenigde Staten.
In de herfst van 2009 was hij te zien in de voorprogramma's van de tournee van Calogero.

## Discografie
| De l'autre côté (2006) 1. Un jour comme les autres 2. De l'autre côté 3. Je t'écris d'Angleterre 4. Elle donne libre corps à ma pensée 5. Stéphanie 6. Donne-toi 7. Le parc où l'on s'aimait 8. Marche ou crève 9. On tourne autour (Avec Mayane Delem) 10. Quand tu vas mal 11. Le ver est dans la pomme 12. En rester là 13. Plaies ouvertes | Les beaux souvenirs ne meurent jamais (2009) 1. Je m’arrête à toi 2. Deux sous la pluie 3. Les beaux souvenirs ne meurent jamais 4. Pas du tout mon amour 5. De l’or 6. Sorry Lisa 7. Le rêve américain 8. Sur la ligne 9. La vie difficile 10. Accroché 11. La maison 12. Morning rain 13. Disparue Albertine |